# 髙橋健太郎
髙橋 健太郎（たかはし けんたろう）は日本の写真家、アーティスト。1989年、横浜市生まれ。

## 人物・来歴
2012年、青山学院大学社会情報学部を卒業。卒業後、スイスの写真家アンドレアス・サイバート（Andreas Seibert）に写真を教わる。
2014年、多摩川を題材とした作品「The Riverbed」でConscientious Portfolio Competition 2014に選出され、第9回Reminders Photography Stronghold Grantを受賞。
2015年、フランスの新聞『ル・モンド（Le Monde）』の依頼で原爆投下70年の広島を撮影し、同年8月6日付の同紙にて巻頭特集を掲載。
2017年に戦前の北海道で起こった「生活図画事件」を知り、関わりのあった2人のもとへと通うようになる。2019年、「A Red Hat / 赤い帽子」と題した展示をニコンサロンで開催。
2020年、「A Red Hat / 赤い帽子」シリーズで第36回写真の町東川賞特別作家賞を受賞。同年9月、赤々舎から『A RED HAT』を出版。
2021年、写真と言葉で紡ぐタブロイド「りんご通信」を編集長として創刊。

## 受賞歴
- 2014年 Conscientious Portfolio Competition 2014 選出
- 2014年 第9回Reminders Photography Stronghold Grant 受賞
- 2020年 第36回東川町国際写真フェスティバル 特別作家賞

## 著作
- 『A RED HAT』（赤々舎、2019年）